# Hermann Minkowski
Hermann Minkowski (in russo Герман Минковский?, German Minkovskij; Aleksotas, 22 giugno 1864 – Gottinga, 12 gennaio 1909) è stato un matematico tedesco.
Sviluppò la teoria geometrica dei numeri ed utilizzò metodi geometrici per risolvere impegnativi problemi della teoria dei numeri, della fisica matematica e della teoria della relatività.

## Biografia
Hermann Minkowski nacque ad Aleksotas - odierna Kaunas, nella Lituania all'epoca parte dell'impero russo - da Lewin Boruch Minkowski, mercante ebreo tedesco che finanziò la costruzione della locale sinagoga e da Rachel Taubmann
Hermann Minkowski frequentò le università di Berlino e Königsberg dove, mentre vi era ancora studente, fu insignito nel 1883 del Premio della Matematica dell'Académie des Sciences francese per la sua teoria delle forme quadratiche.
Laureatosi nel 1885, Minkowski insegnò presso le università di Bonn, Gottinga, Königsberg e Zurigo.
A Zurigo fu uno degli insegnanti di Albert Einstein.
Minkowski approfondì lo studio dell'aritmetica delle forme quadratiche, in particolare quelle in n variabili, e la sua ricerca in quel campo lo indusse a considerare alcune proprietà geometriche in uno spazio ad n dimensioni. Nel 1896 egli presentò la sua geometria dei numeri, un metodo geometrico che risolveva problemi nell'ambito della teoria dei numeri.
Nel 1902 entrò al Dipartimento di Matematica di Gottinga e divenne uno degli stretti collaboratori di David Hilbert.
Nel 1907 Minkowski giunse al convincimento che la teoria della relatività speciale (conosciuta anche come relatività ristretta), introdotta da Einstein nel 1905 e basata su precedenti lavori di Lorentz e di Poincaré, potesse essere compresa nell'ambito di uno spazio non euclideo, da allora noto come spazio di Minkowski, in cui il tempo e lo spazio non sono entità separate ma connesse fra loro in uno spazio-tempo quadridimensionale, e nel quale la geometria di Lorentz della relatività ristretta può essere opportunamente rappresentata. Tale rappresentazione risultò utile e senz'altro aiutò le indagini di Einstein in merito alla relatività generale. La parte iniziale del suo discorso pronunciato in occasione dell'ottantesima Assemblea degli Scienziati della Natura e dei Medici Tedeschi (21 settembre, 1908) è divenuta famosa:
(Hermann Minkowski)
A 44 anni Minkowski morì improvvisamente per appendicite.
L'asteroide 12493 Minkowski fu così chiamato in suo onore.